# Jožek
Jožek je moško osebno ime.

## Izvor imena
Ime Jožek  je različica moškega osebnega imena Jožef.

## Pogostost imena
Po podatkih Statističnega urada Republike Slovenije je bilo na dan 31. decembra 2007 v Sloveniji moških oseb z imenom Jožek: 122.